# Chevrolet Mako Shark
Pour les articles homonymes, voir Chevrolet Corvette, Mako et Shark.
Les Chevrolet Corvette Mako Shark I (XP-755) et  II (XP-830) sont deux concept car de voiture de sport GT Chevrolet Corvette du constructeur automobile américain Chevrolet (General Motors), présentés respectivement aux salon de l'automobile de New York 1962 et 1965.

## Histoire
Ces deux concept-cars Chevrolet Corvette Experimental Project XP-755 et XP830 sont conçus par le designer Larry Shinoda (en) sous la direction de Bill Mitchell, directeur du design et de la conception et Vice Président de General Motors.

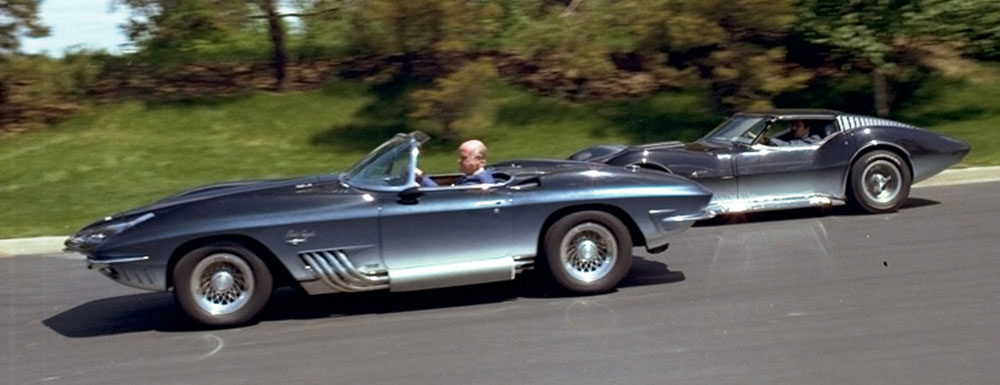

Inspirés du bio-design bionique de requin mako et de raie manta,
ils sont respectivement précurseurs du succès des Chevrolet Corvette C2 (1963) et Chevrolet Corvette C3 (1968).

### Chevrolet Corvette Mako Shark I (XP-755)
Le concept car de Chevrolet Corvette XP-755 est développé en 1961, à titre de pré-étude des futures Chevrolet Corvette (C2) de 1963, inspirée du prototype Chevrolet Corvette (C1) XP-700 de 1958 à « double bulle » et du concept-car Corvette Stingray Concept (en) XP-87 (1959). 

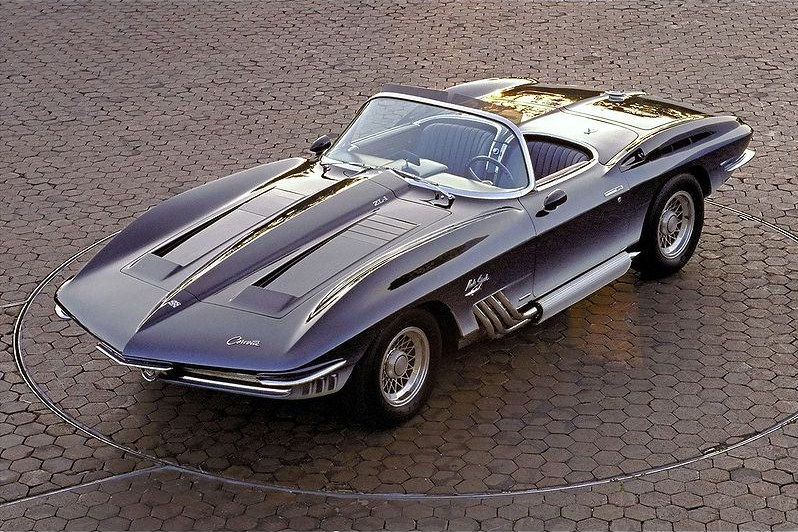
Mako Shark, vue de face (post-modifications)
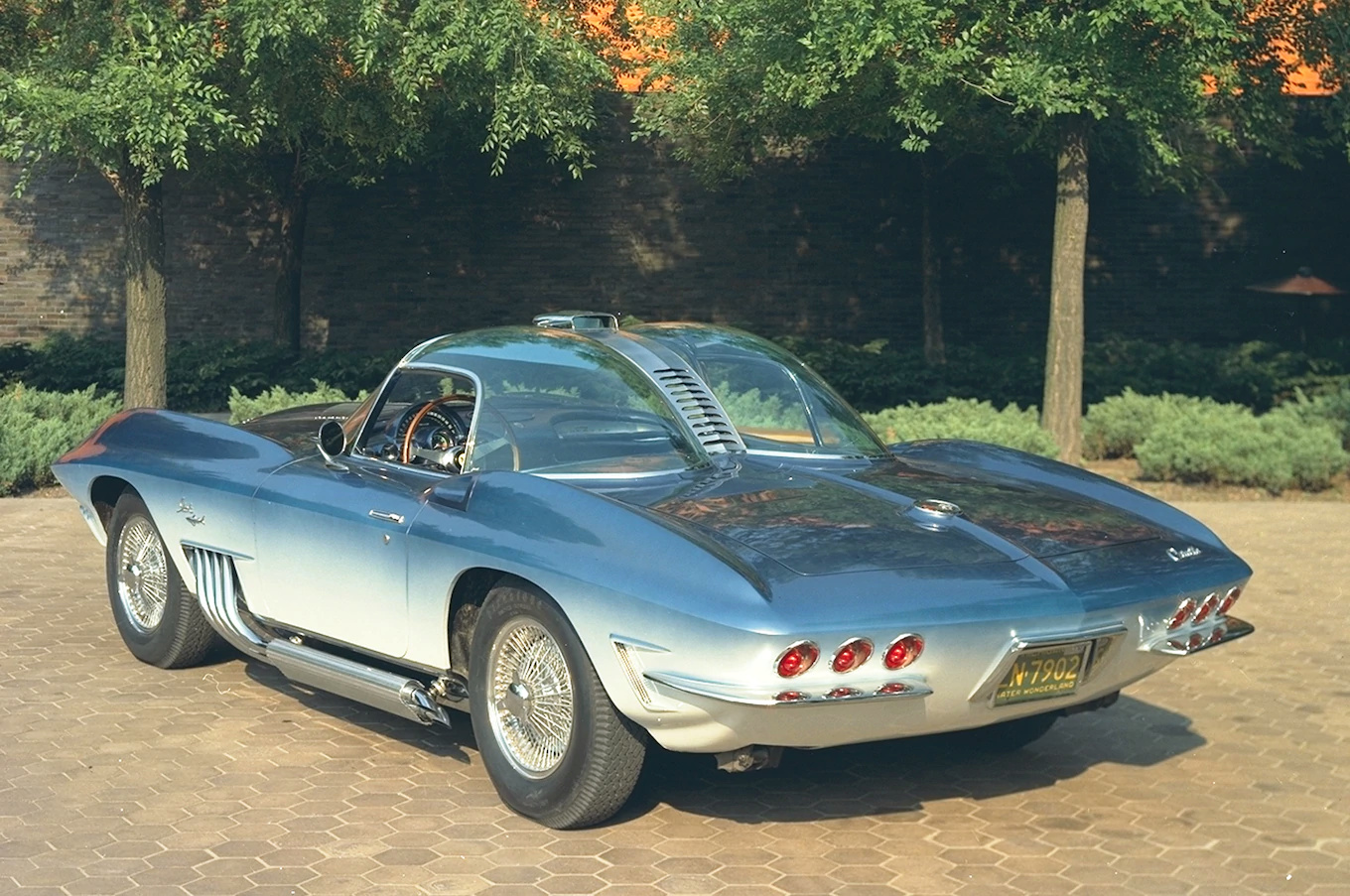
Mako Shark, vue arrière (pré-modifications)

Elle est motorisée par un moteur V8 de 7 L de 425 ch (Big block 427). Conformément à son nom, la rationalisation, le museau pointu et d'autres détails tel que les aérations en forme de branchie sont en partie inspirés par le requin mako à déplacement rapide. La queue de la Corvette de '61 a reçu deux feux ronds arrière supplémentaires (six au total) pour le concept car. 

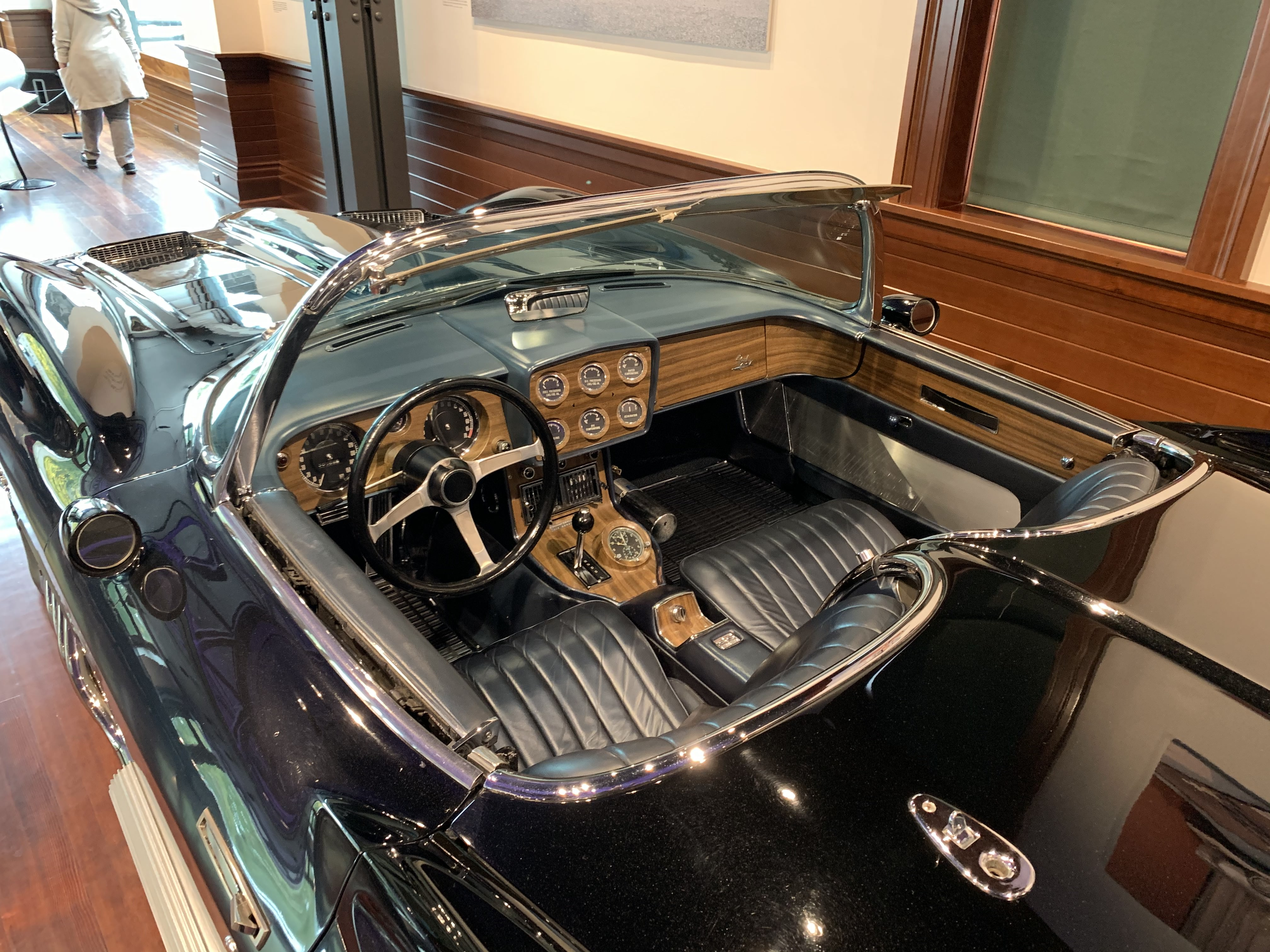
Vue intérieure de la Mako Shark (post-modifications)
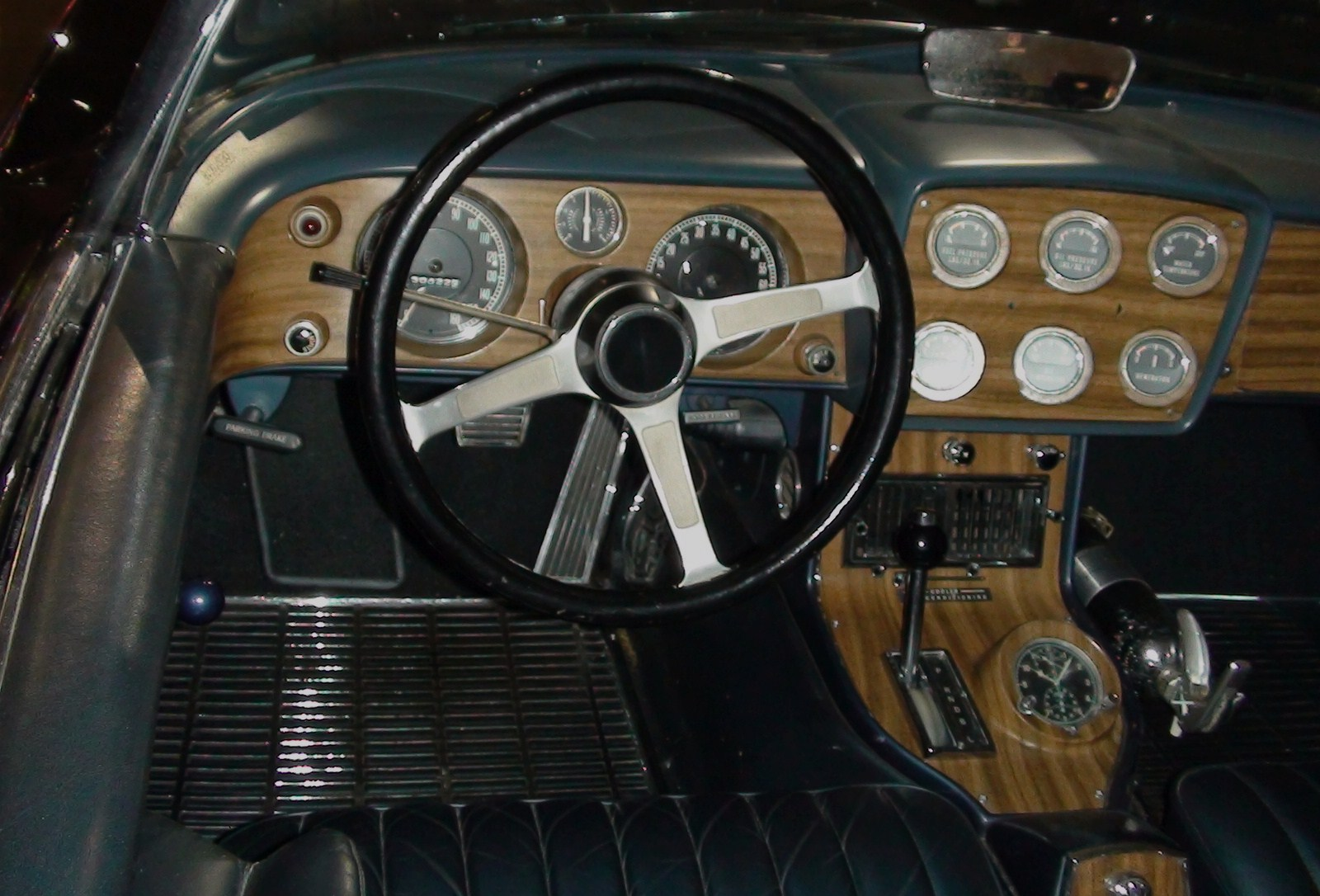
Intérieur de la Mako Shark (post-modifications)
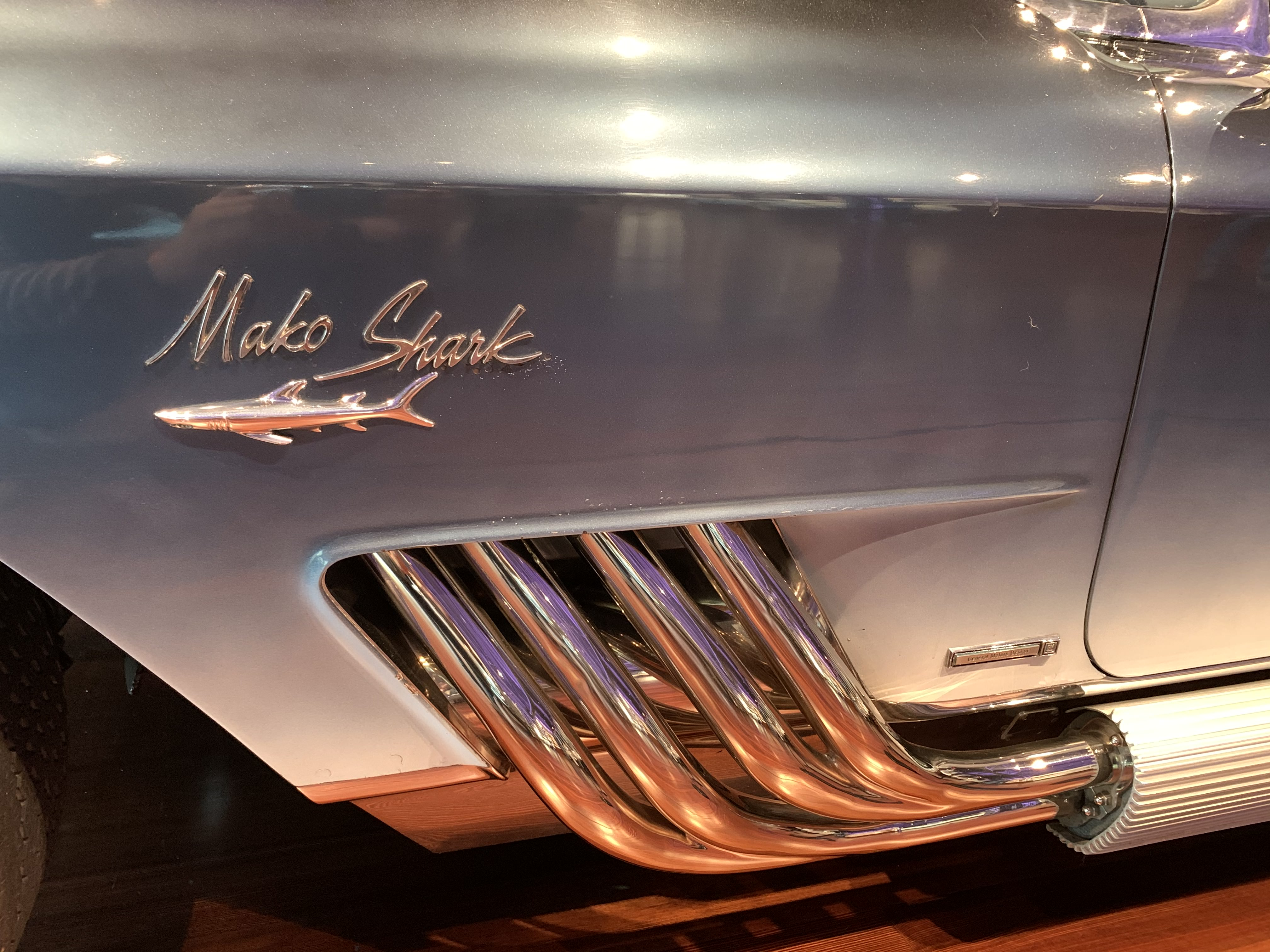
Tuyaux d'échappement de la Mako Shark (post-modifications)

La Mako Shark I est présentée avec un important succès public et médiatique au New York Coliseum, pour le 6e salon de l'automobile de New York de 1962, ainsi que sur le circuit du salon. Elle participe à l'important succès de la Chevrolet Corvette C2 de série de 1963.
Le designer Chuck Jordan (en) rapporte que la XP-755 aurait été construite à partir du concept-car Corvette XP-700 de 1958. Comme de nombreuses voitures d'exposition, la Mako Shark a subi des changements de style et de détails au fil du temps. Le capot et la façade avant ont été modifiés et l'intérieur a été mis à jour. La voiture a également perdu la verrière distinctive « à double bulle ». La voiture a été rétroactivement surnommée Mako Shark I à la suite de la présentation de la Mako Shark II de 1965. Ce prototype est depuis exposé au GM Heritage Center de Détroit (Michigan).
Une histoire anecdotique apocryphe raconte que Mitchell avait un véritable requin mako exposé sur le mur dans son bureau, qu'il avait personnellement pêché au large de la Floride dans la mer des Bahamas, et qu'il a demandé à son équipe de peindre la voiture pour qu'elle corresponde à la surface supérieure bleu-gris distinctive qui se fond dans le dessous blanc du poisson. Après de nombreuses tentatives infructueuses pour faire correspondre le schéma de couleurs du requin, l'équipe a eu l'idée d'enlever le poisson une nuit, de le peindre afin qu'il corresponde à leur travail sur la voiture avant de le retourner au bureau. Mitchell n'aurait jamais réalisé la différence et se serait déclaré enfin satisfait du bon résultat obtenu.

#### Apparitions à la télévision
- 1960 : Route 66 (série télévisée), la Mako Shark I XP-755 est utilisée dans cette série[7] diffusée en octobre 1961[8]. General Motors a fourni la plupart des véhicules conduits dans la série[9]. Dans cet épisode particulier, les personnages principaux de Route 66, Buzz et Tod, conduisent une Corvette de 1962. Mais un autre personnage, Prudie Adams drives a very exotic looking XP-755 Mako Shark I avec une double bulle supérieure et des tuyaux d'échappement latéraux.

### Chevrolet Corvette Mako Shark II (XP-830)
Le concept car Chevrolet Mako Shark II (Experimental Project XP-830) s'inspire du précédent et des Chevrolet Corvair Monza GT de 1962, à titre de pré-étude des futures Chevrolet Corvette (C3) de 1968.

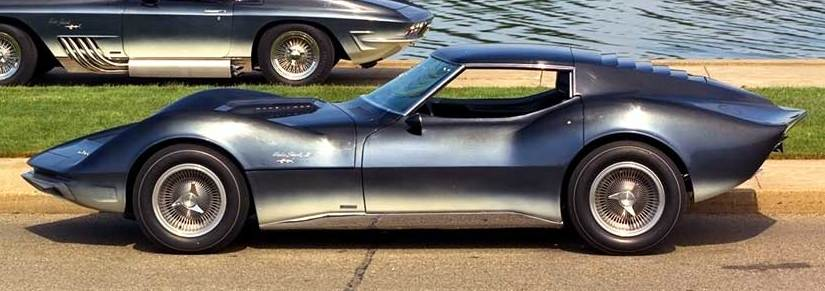
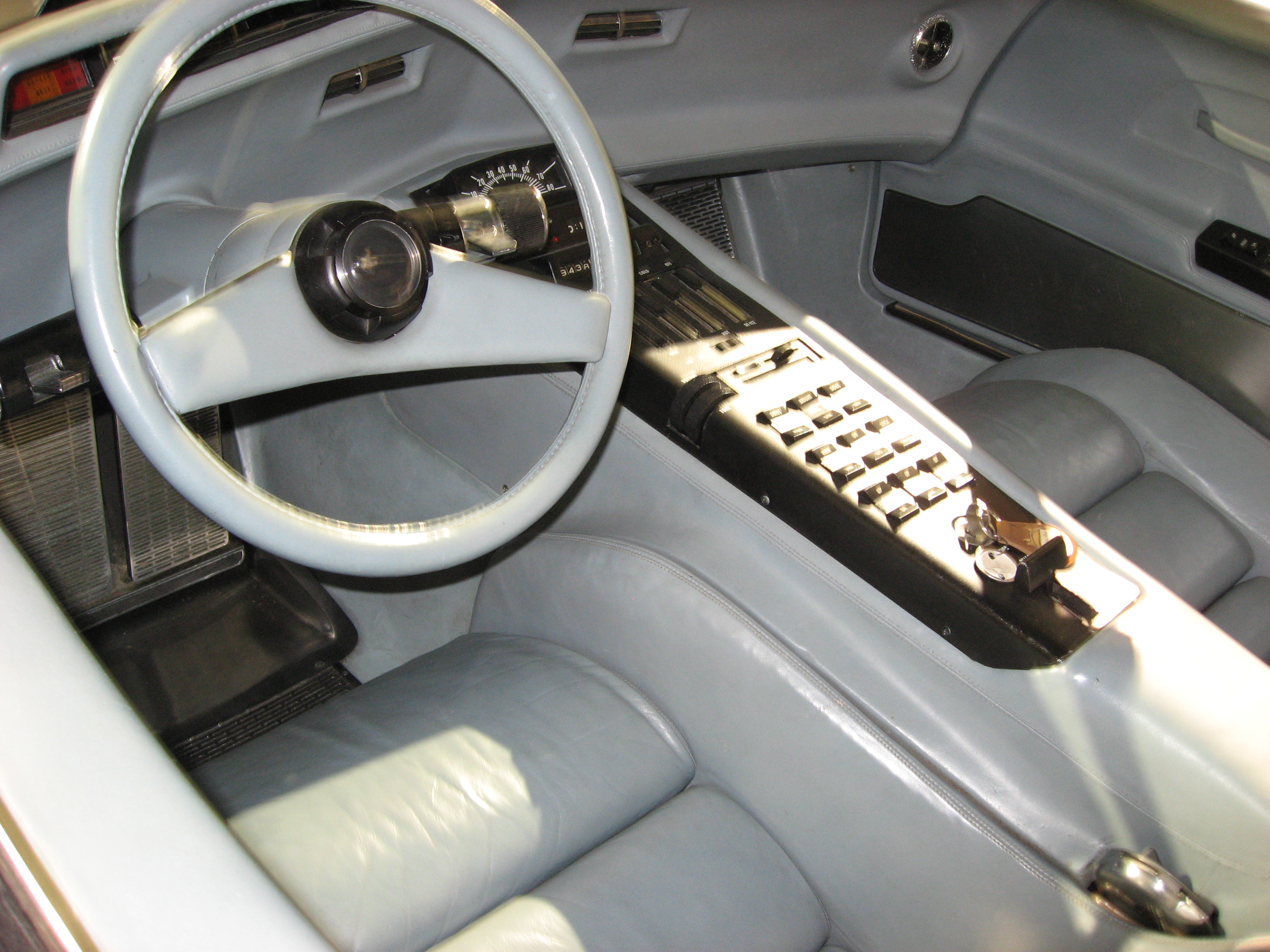

Elle est créée en deux exemplaires, dont un seul était entièrement fonctionnel. Le modèle show car d'exposition non roulante arborait des détails futuristes, tels que des tuyaux latéraux à section carrée et un volant carré. La voiture avait un aileron arrière rétractable et un pare-chocs de section carrée qui pouvait être étendu pour une protection supplémentaire. La Mako Shark II était propulsée par un moteur V8 (Big block Mark IV). Le schéma de peinture était similaire à celui de la Mako Shark I d'origine, le bleu-gris sur le dessus passant en argent-blanc au niveau des culbuteurs.
Elle est présentée au salon de l'automobile de New York 1965, au pavillon Futurama General Motors de la Foire internationale de New York 1964-1965, à la télévision américaine, et au salon de l'automobile de Paris 1965, pour concurrencer les voitures de sport européennes, avec un volant et un échappement plus conventionnels. 

### Corvette Manta Ray
En 1969, un des deux prototypes Mako Shark II retourne au GM Design Studios pour être transformé en « Corvette Manta Ray » avec la nouvelle version ZL-1 du moteur tout-aluminium d'environ 430 ch.

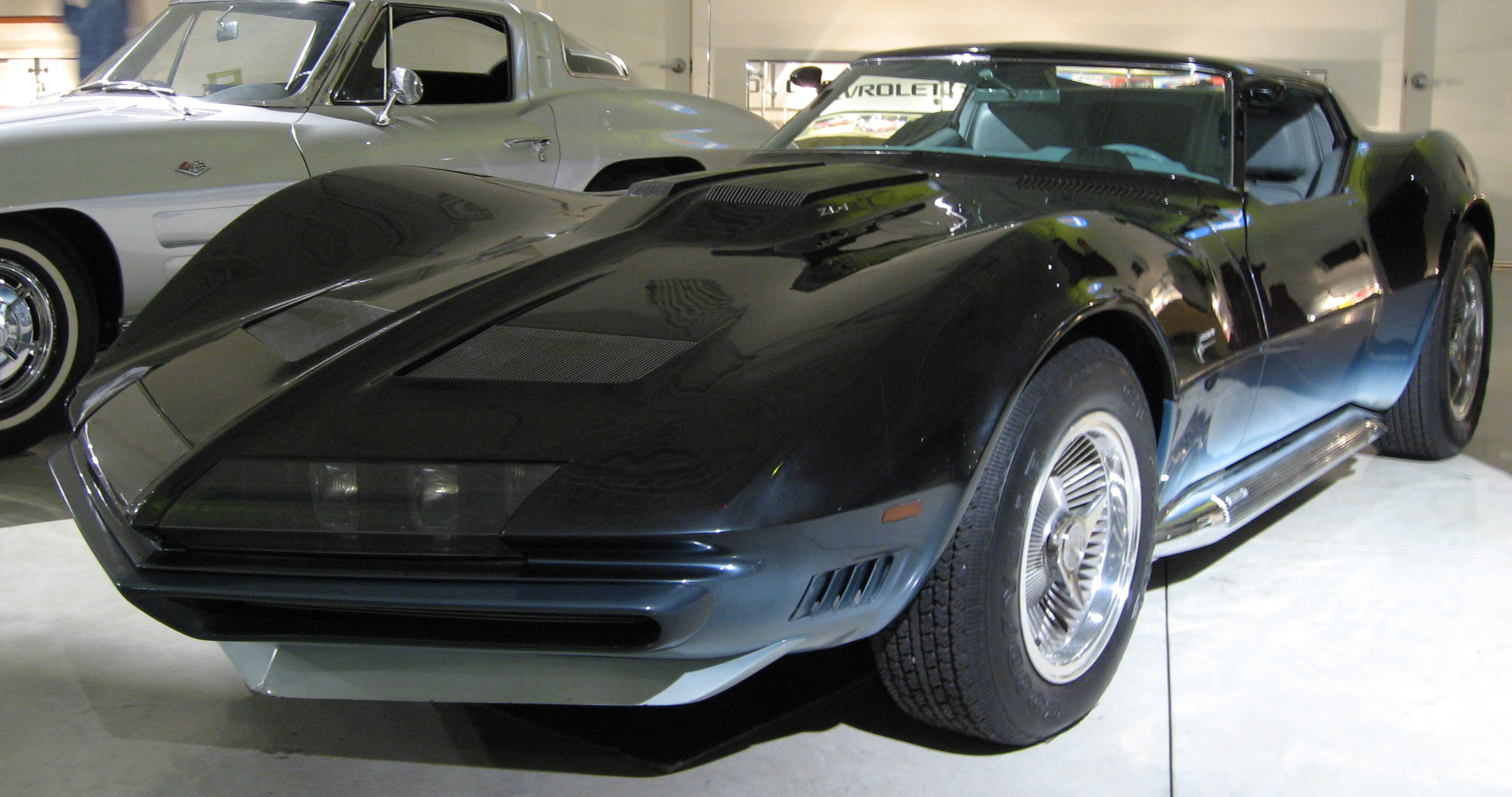
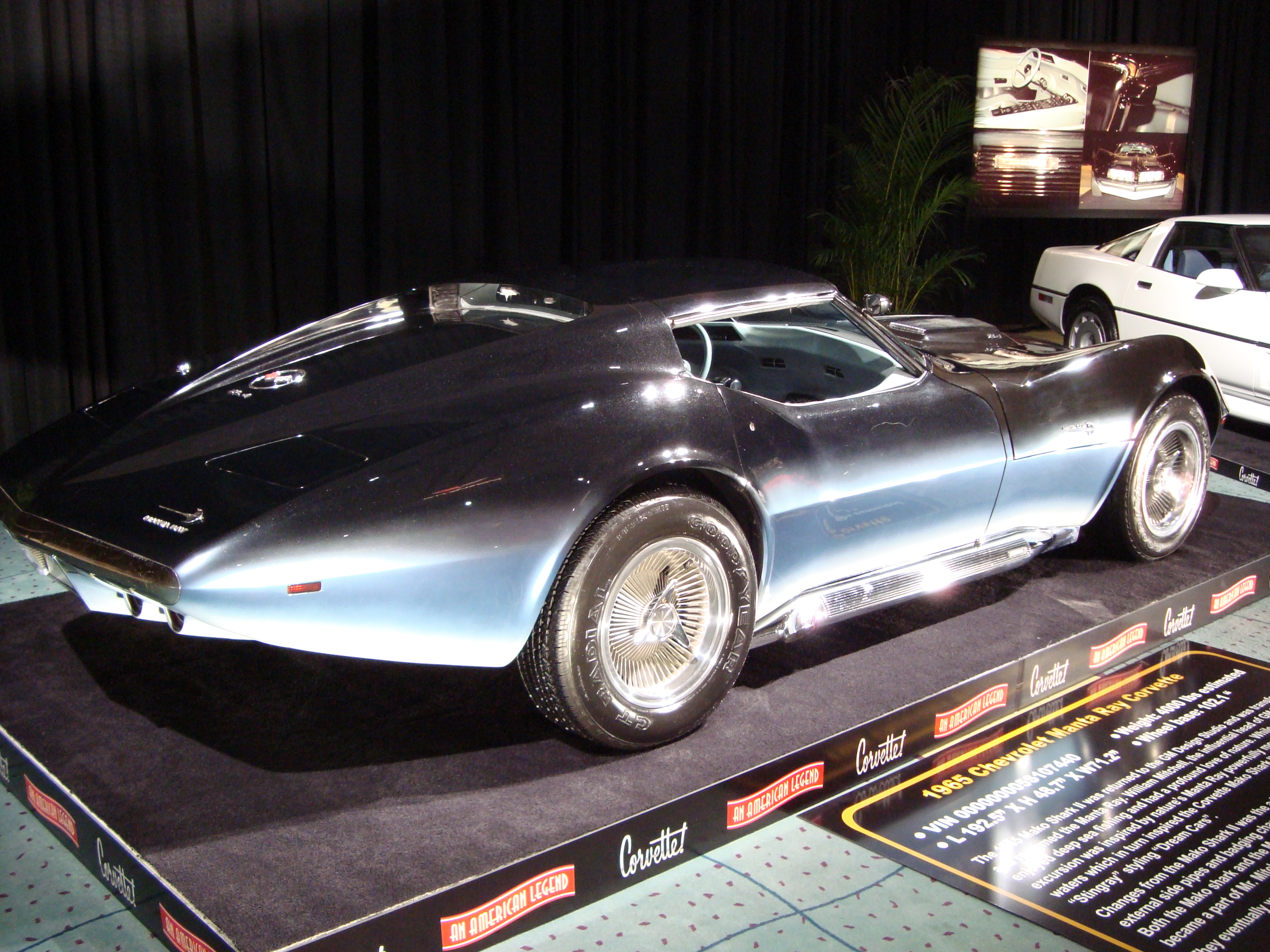

Les modifications comprenaient un aileron avant, une calandre et des tuyaux d'échappement externes redessinés. Des modifications ont également été apportées à l'arrière, notamment une lunette arrière de style contrefort et une section d'extrémité plus horizontale. Les pneus Firestone ont été remplacés par des pneus Goodyear. La Manta Ray fait depuis partie de la collection du National Corvette Museum de Bowling Green (Kentucky).

### Chevrolet Corvette C8 Stingray (2020)
En 2016, General Motors a déposé le nom de marque « Manta Ray » (Stingray, en anglais) avec de nombreuses spéculations sur la façon dont (ou si) le nom serait utilisé, en particulier pour nommé la Chevrolet Corvette C8 de 2020 (qui a finalement conservé son nom de « Stingray »).

### Répliques

#### Maco Shark Baldwin
De nombreux amateurs ont été déçus de la traduction réelle de la Mako Shark II en Chevrolet Corvette (C3) de 1968 de série. Le hot roder-customisateur Joe Silva était l'un de ceux-là, et a utilisé ses compétences pour créer un kit en fibre de verre pour transformer la Corvette C3 en Mako Shark. Joel Rosen de Baldwin-Motion
, renommée pour la performance de ces supercar, a ajouté son expertise mécanique au projet, apportant la finition de performance « Phase III GT » (et une certaine réingénierie du kit) à la carrosserie en fibre de verre de Silva. Afin d'éviter des problèmes juridiques avec GM, ils ont changé le nom de leur produit en « Maco Shark ». Silva a créé les panneaux en fibre de verre et les composants de base, tandis que Rosen s'est chargée des améliorations mécaniques, du châssis et de la suspension ainsi que du marketing. Rosen a continué à construire des variations sur le thème Maco Shark pour la prochaine décennie, y compris une version « Manta Ray » avec des phares tunnels et une version encore plus radicale, la Morey Eel,,.

### Voiture hommage
En 2013, Hanspeter Bhi Münchenstein en Suisse, a commencé à travailler sur une voiture hommage à la Mako Shark II tel qu'elle est apparue au salon international de l'automobile de Genève 1966 en Suisse. Il a utilisé une Corvette C3 (gros bloc) de 1969 comme point de départ, fabriquant tout selon les besoins. Bhi a utilisé des dessins de l'Office américain des brevets et des images du salon de Genève pour guider le processus de construction d'une version en cours d'exécution de la voiture d'exposition non opérationnelle.